# Грабарка (притока Вербки)
Грабарка — річка в Україні, у Любарському районі Житомирської області. Права притока Вербки (басейн Дніпра).

## Опис
Довжина річки 10 км. Формується з багатьох безіменних струмків та водойм. Площа басейну 24,1 км².

## Розташування
Бере початок у Михайлівці. Тече переважно на південний захід через Веселку і на сході від Кутище впадає у річку Вербку, праву притоку Случі.

## Притоки
- Левада права притока. Бере  початок на північному заході від Веселки. Тече переважно на південний захід і впадає у річку Грабарку. Довжина притоки приблизно 2,59 км[3].